# Lymphadénectomie

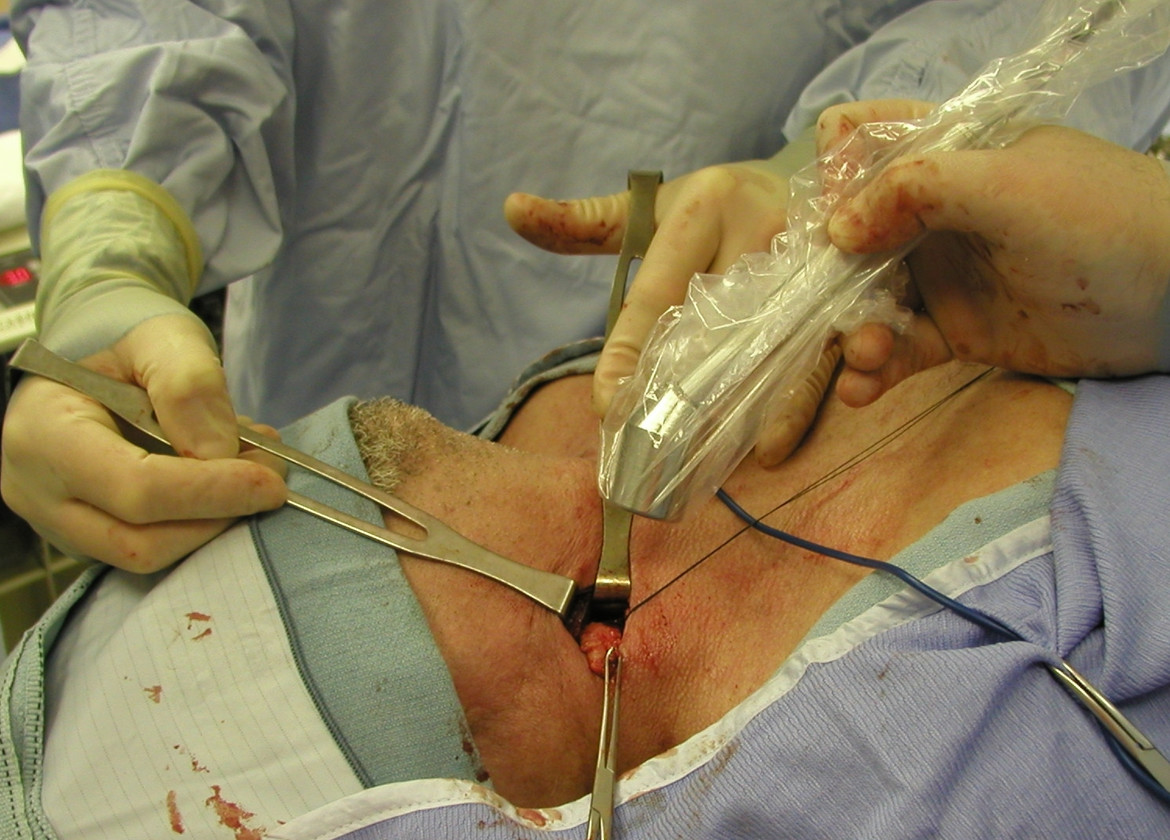
Excision guidée par sonde TEP d'un ganglion lymphatique FDG positif dans le cou. L'analyse pathologique finale a confirmé un carcinome épidermoïde métastatique.

Une lymphadénectomie est l'ablation chirurgicale de certains ganglions lymphatiques.

## Lymphadénectomie pelvienne
Ablation des ganglions lymphatiques de la région pelvienne, parfois requise dans le cas de cancer du col utérin ou des ovaires.